# T8701/8702次列車
T8701/8702次列車（中国語: T8701/8702次列车）とは、中華人民共和国広西チワン族自治区南寧市とベトナムの首都ハノイ近郊にあるザーラム駅を結ぶ、中国鉄路総公司南寧鉄路局が運行する優等列車である。ベトナム国内ではMR1/2列車と呼称される。

## 概要
2009年1月1日に運行を開始した。乗務員は南寧鉄路局南寧客運段所属の乗務員がハノイまで乗務し、車輛は中国国鉄22B系客車、および中国国鉄25G系客車が使用されている。T8701/8702次列車は途中、湘桂線、ドンダン線を経由し、中国国内では広西チワン族自治区、ベトナム国内ではランソン省、バクザン省、バクニン省とハノイの5つの省区と中央直轄市を通過する。T8701/8702次列車の運行距離は396kmで、南寧駅からハノイ郊外のザーラム駅までの所要時間は13時間45分、使用される列車番号はT8701次（MR2）である。ザーラム駅から南寧駅までの所要時間は12時間45分、使用される列車番号はT8702次（MR1）である。2011年の時点で、T8701/8702次列車は87の国と地域の旅客1万3千人を輸送した。T8701/8702次列車は中国とインドシナ半島を鉄道で結ぶことにより、中国と東南アジア各国との経済交流に寄与し、中越関係の促進及びアジア横断鉄道の建設に重要な作用を果たすとされている。

## 歴史
2002年11月、第6回中国ASEAN首脳会議で、中国国務院総理の朱鎔基とASEAN10箇国の首脳は中国ASEAN経済協力枠組み協定（中国—东盟全面经济合作框架协议）に共同署名した。その協定の結果中国ASEAN自由貿易地域設立が決定され、交通網の整備について戦略的計画が策定された。その後、2008年に第32回中越国境鉄道会議（第32次中越边境铁路会议）がハノイで開かれた。会議の結果、2010年の中国ASEAN自由貿易地域創設による需要を見込んで、2009年1月1日に中国の車輛と乗務員による、南寧 - ハノイ間の国際列車の運行を開始することが決定した。
2009年1月1日，南寧 - ザーラム間の直通直通旅客列車が運行を開始した。列車番号はT871/872次を使用し、ベトナム国内の停車駅はドンダン、バクザンとザーラムの3駅で、ハノイ駅には直通しない。ハノイ駅に直通しない理由として、中国とベトナムの鉄道では、中国側が1435mmの標準軌、ベトナム側が1000mmのメーターケージとそれぞれ線路の幅が異なるのだが、ベトナム国内のドンダン - ザーラム間は標準軌とメーターケージの両方に対応する三線軌条であり、台車交換なしで中国側の車輛がザーラムまで直通できるためである。第1列車の出発式には広西チワン族自治区党委書記の郭声琨や駐南寧ベトナム総領事グエン・アン・ズン等が出席した。2日には、ベトナム国鉄もまたザーラム駅で記念式典を行った。運行開始からしばらくは、認知度の低さと所要時間の長さも相まって旅客の数は少なく、1列車が輸送する旅客は平均5～7人であった。
2009年4月1日、中国鉄道部はダイヤ改正を行い、T871/872次列車は列車番号を現在のT8701/8702次列車に改めた。同年9月1日、南寧鉄路局はT8701/8702次列車の切符価格調整を行い、軟臥車（1等寝台車）は506元から280元に、硬臥車（2等寝台車）は325元から147元に値下げした。同時に、T8701次列車のドンダン停車時間を2時間から1時間半に短縮し、T8702列車のザーラム出発時間も20時20分から22時に変更され、ドンダン停車時間は3時間から1時間に短縮された。これらの変更によって、T8701/8702次列車の乗客は増加し、2011年の春運（春節時の帰省ラッシュ）期間には、最低でも1列車30～40人の旅客を輸送し、乗客が100人を超える日もあった。
2011年、湘桂線南寧 - 憑祥間の改良工事を中華人民共和国国家発展改革委員会が承認した。計画では、改良工事後南寧～憑祥間は1時間で結ばれ、T8701/8702次列車の運行時間も3時間短縮される予定である。
2014年12月10日より、北京西 - ドンダン間を直通していたT8705/8706次列車が運休となった。（2015年10月）現在も北京西 - ザーラム間の切符は通しで販売されるが、北京西からザーラムに行く乗客は南寧でZ5/6次列車からT8701/8702次列車に乗り換えなければならなくなった。

## 列車編成

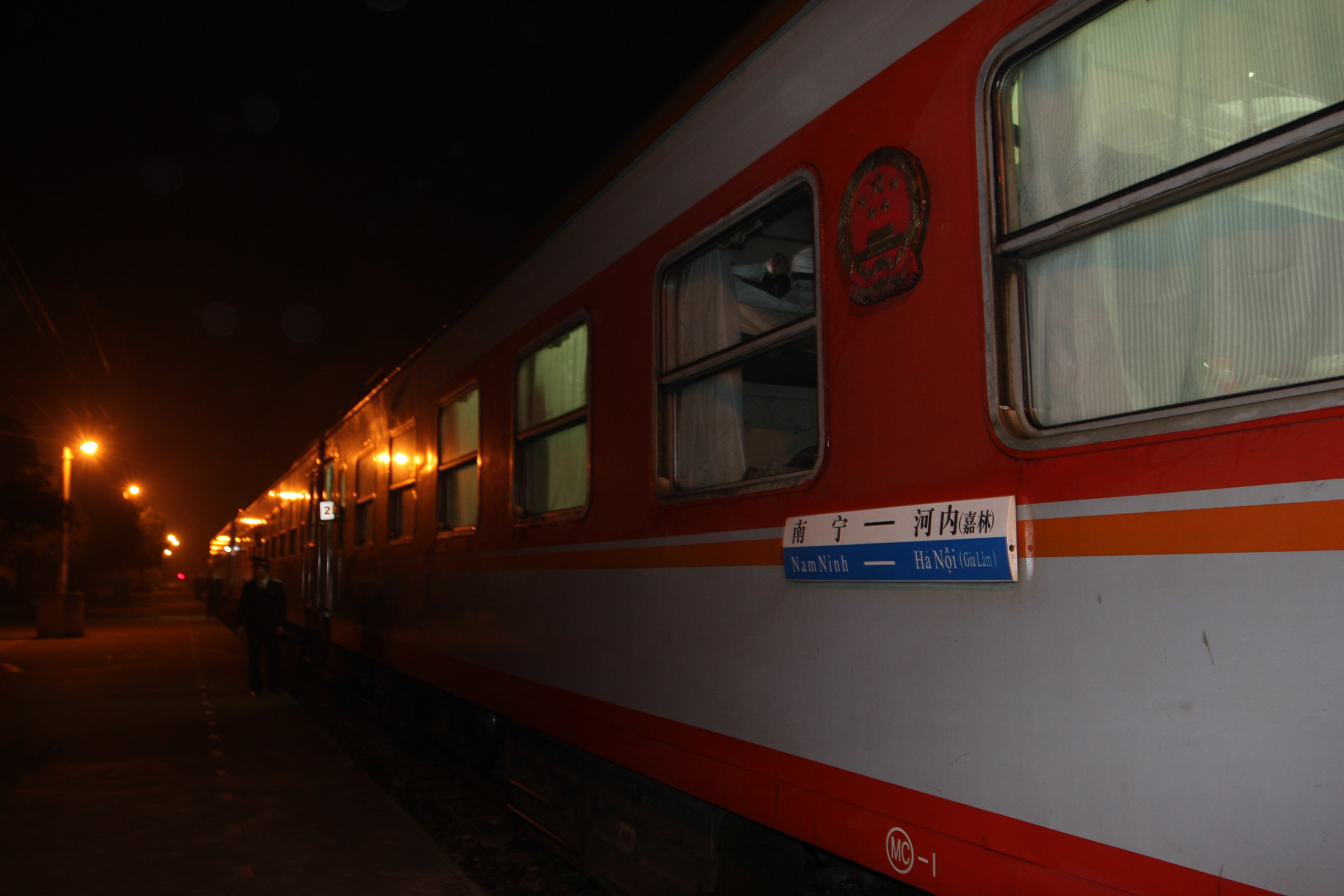
崇左駅停車中のT8701次列車

T8701/8702次列車で現在使用されている車輛は、南寧鉄路局南寧車輛段所属の22B系客車と25B系客車である。8輛編成で軟臥車（1等寝台車）6輛，硬臥車（2等寝台車）、食堂車各1輛で、旅客定員は249人である。電源は床下のディーゼル発電機によってまかなわれている。T8701/8702次列車には、中国国内止まりの食堂車と25G系客車6輛が連結されており、T8701次列車として憑祥に到着後、切り離されT8702次列車に再度連結され南寧に戻る。
T8701/8702次列車の乗務員は南寧客運段国際列車チームが担当している。国際基準のサービスを維持するため、チームには厳しい選抜を通過した132名が所属している。1本の列車には18人が乗務し、列車長3名、通訳2名、運行乗務員3名、車掌10名が乗務している。列車乗務員は国際列車運行に関する知識やサービスに関する知識、及び英語、ベトナム語などの知識がある。 

### 牽引機
T8701/8702次列車の牽引機は、南寧鉄路局南寧機務段所属の東風4B型ディーゼル機関車あるいは柳州機務段所属の東風4D型ディーゼル機関車で、中国側の機関士が南寧からベトナムのドンダンまで乗務する。ドンダンからザーラムまではベトナム鉄道ハノイ鉄道管理局エンヴィエン機関区所属のD14E型ディーゼル機関車が使用される。
| 運行区間                 | 南寧 ↔ ドンダン                                                      | ドンダン ↔ ザーラム                                |
| 機関車 所属 機関士所属駅 | 東風4B型 / 東風4D型 南寧鉄路局南寧機務段 / 南寧鉄路局柳州機務段 南寧 | D14E型 ベトナム国鉄エンヴィエン機関区 エンヴィエン |

### 客車
| 運行区間   | 南寧↔ザーラム              | 南寧↔ザーラム              | 南寧↔憑祥    | 南寧↔憑祥                  | 南寧↔憑祥    |
| 号車番号   | 1                          | 2-7                        | 8            | 9-14                       | 15           |
| 車輛の種類 | YW22B 硬臥車 （2等寝台車） | RW25B 軟臥車 （1等寝台車） | CA25B 食堂車 | YZ25G 硬座車 （2等座席車） | KD25G 電源車 |

## 時刻表
- 2018年1月1日現在。なお、ベトナム領内は全てベトナム時間で記してあり、北京時間との時差は1時間である。

| T8701次 （ハノイ行き） | T8701次 （ハノイ行き） | T8701次 （ハノイ行き） | T8701次 （ハノイ行き） | T8701次 （ハノイ行き） | 停車駅            | T8702次 （南寧行き） | T8702次 （南寧行き） | T8702次 （南寧行き） | T8702次 （南寧行き） | T8702次 （南寧行き） |
| 列車番号               | 走行距離               | 日数                   | 到着時間               | 出発時間               | 停車駅            | 到着時間             | 出発時間             | 日数                 | 走行距離             | 列車番号             |
| ---------------------- | ---------------------- | ---------------------- | ---------------------- | ---------------------- | ----------------- | -------------------- | -------------------- | -------------------- | -------------------- | -------------------- |
| T8701                  | 0                      | 1                      | —                      | 18:05                  | 南寧              | 10:07                | —                    | 2                    | 396                  | T8702                |
| T8701                  | 52                     | 1                      | 19:01                  | 19:04                  | 扶綏              | ↑                    | ↑                    | 2                    | —                    | T8702                |
| T8701                  | 122                    | 1                      | 20:11                  | 20:17                  | 崇左              | 08:04                | 08:10                | 2                    | 274                  | T8702                |
| T8701                  | 175                    | 1                      | 21:19                  | 21:22                  | 寧明              | 07:01                | 07:04                | 2                    | 219                  | T8702                |
| T8701                  | 220                    | 1                      | 22:10                  | 23:41                  | 憑祥              | 04:31                | 06:15                | 2                    | 176                  | T8702                |
| MR2                    | 238                    | 2                      | 23:22                  | 01:55                  | ドンダン （同登） | 00:55                | 02:50                | 2                    | 157                  | MR1                  |
| MR2                    | 352                    | 2                      | 04:33                  | 04:36                  | バクザン （北江） | 22:11                | 22:14                | 1                    | 44                   | MR1                  |
| MR2                    | 396                    | 2                      | 05:30                  | —                      | ザーラム （嘉林） | —                    | 21:20                | 1                    | 0                    | MR1                  |

## 脚註
1. ↑  “南宁至河内列车春运旅客倍增 高铁2012年通越南（簡体字中国語）”.   凤凰网 (2011年2月11日). 2015年10月25日閲覧。
2. ↑  “背景资料：中国－东盟自由贸易区（簡体字中国語）”.   新华网 (2009年12月31日). 2015年10月25日閲覧。
3. ↑  “2009年将重开越南河内-中国南宁火车国际客运（簡体字中国語）”.   新浪网 (2008年12月9日). 2015年10月25日閲覧。
4. ↑  阿部、岡田 p47
5. ↑  “从4月1日起调整旅客列车车运行图（簡体字中国語）”.   广西日报 (2009年4月1日). 2015年10月25日閲覧。
6. ↑  “南宁-河内(嘉林)火车软硬卧票价均已下调（簡体字中国語）”.   广西新闻网 (2009年9月15日). 2015年10月25日閲覧。
7. ↑  “湘桂铁路南宁至凭祥扩能改造工程获批（簡体字中国語）”.   广西铁路投资集团有限公司 (2011年5月9日). 2015年10月25日閲覧。
8. ↑  “关于调整北京西—河内国际联运客车开行方案的通知（簡体字中国語）”.   中国鉄路総公司 (2014年12月30日). 2015年11月2日閲覧。
9. ↑  南寧鉄路局の公式アカウント（簡体字中国語）
10. ↑  “广西南宁至越南首都河内的国际列车1日正式通车（簡体字中国語）”.   中国政府网 (2009年1月2日). 2015年10月25日閲覧。
11. ↑  “南宁-河内（嘉林）火车新增崇左凭祥到站（簡体字中国語）”.   广西新闻网 (2009年4月14日). 2015年10月25日閲覧。
12. ↑  “南宁至河内国际列车开行两年服务86国旅客（簡体字中国語）”.   南宁铁路局 (2011年1月9日). 2015年10月25日閲覧。